# Squirrel Assassins
Squirrel Assassins è uno sparatutto in prima persona online ispirato alla serie televisiva USA Network Psych, creata da Steve Franks.
Pubblicato come minigioco sul sito della serie, vista la grande popolarità ottenuta tra i fan ne venne sviluppata una versione per social network; rendendolo così il primo videogioco ufficiale ispirato alla serie TV.

## Trama
Il giocatore, con una prospettiva in prima persona deve sparare ad una serie di scoiattoli per impedire che questi raggiungano, e dunque mangino, il becchime appeso sull'albero del giardino dove il gioco è ambientato.
Ogni scoiattolo equivale ad un determinato quantitativo di punti, e, dunque, a seconda del numero di scoiattoli abbattuti, ogni giocatore totalizza un punteggio differente che viene esposto in graduatoria sul sito della serie.

## Cast e personaggi
Il gioco è commentato in terza persona dalla voce di Timothy Omundson (Lassiter) che elargisce consigli ai giocatori su come procedere e giudica il risultato finale.

## Squirrel Assassins 2
Il 15 aprile 2011, visto il grande successo ottenuto, il videogioco è stato riadattato in una versione praticamente identica ma giocabile solo attraverso Facebook: Squirrel Assassins 2.